# Colymbotethidae
Colymbothetidae — семейство вымерших насекомых из отряда жесткокрылых.

## Описание
Это водяные жуки, окаменелости которых датируются юрским и ранним меловым периодом.